# 山下まみ
山下 まみ（やました まみ、1987年9月13日 - ）は、日本の女性声優。北海道出身。青二プロダクション所属。旧芸名は山下 真実。

## 略歴
『恋のから騒ぎ』13期生（2006年）、『What's New?＋Cute』3期メンバー（2007年）として出演。2010年時点ではアース・スター エンターテイメントに所属していた。
2012年7月11日に「ミス龍が如く5を探せ！」のオーディションで1000人以上の応募者の中から札幌地区代表に選ばれ、ゲーム出演と同時に声優としてもデビューした。
2022年4月1日に自身のTwitterで入籍を発表した。

## 人物
趣味はPC自作、アニメグッズ収集、ダーツ、ゲーム。特技は大食い。
非常に行動力があり、「突然声優になりたいと思い立ち、一週間後には上京」「学生の頃朝起きて秋葉原の空気が吸いたい気分だったため、そのまま飛行機に乗って北海道から秋葉原へ一人で遊びに行った」「楽曲制作機(Native Instruments MASCHINE)を購入し、使い方がほとんど分かっていない時点でイベント開催のためにライブハウスを予約する」といったエピソードを明かしている。
事務所の同期には大和田仁美、下地紫野、高橋花林、のぐちゆり、森下由樹子、ゆうかがいる。

## 出演
太字はメインキャラクター。

### テレビアニメ
2014年
- ONE PIECE（観客、女、取り巻き女、トンタッタ）
- ドラゴンボール改 魔人ブウ編（女の子）

2015年
- 戦国無双（女中A）
- おそ松さん（女子生徒）
- ドラえもん（テレビ朝日版第2期）（女子）

2016年
- B-PROJECT〜鼓動*アンビシャス〜（女性B）
- ドラゴンボール超（ギャル子）

2017年
- BanG Dream!（教師、山吹千紘、ギターリストC、吉里秋乃、海老沢成美 他）
- けものフレンズ（2017年 - 2019年、マーゲイ）- 2シリーズ
- ひなこのーと（女子生徒）
- ラブ米 -WE LOVE RICE- 二期作（つやひめ）

### 劇場アニメ
- ドラゴンボールZ 復活の「F」（2015年）
- 劇場版 BanG Dream! ぽっぴん'どりーむ!（2022年、山吹千紘）

### ゲーム
2012年
- 龍が如く5 夢、叶えし者（山下まみ）

2013年
- ドラゴンコレクション エリーケの海賊（あこや）

2014年
- 海賊ファンタジア（雷添竜キリン）
- 封印勇者！マイン島と空の迷宮（女剣士ルチア、銃士シャルミス、仔狼使いルー、律儀な戦闘人形ベルム、魔法使いキムリック、見習い僧侶ファリス 他）
- ウチの姫さまがいちばんカワイイ（学漫姫 星海キララ）
- TERA（シオズ、シオナ）
- Tokyo 7th シスターズ（九条ウメ）
- 車なごコレクション（カローラ アクシオ、パッソ）

2015年
- 部活少女バトル（緑谷ダリア）
- Crystal Crest（キャラクターボイス（女性））
- けものフレンズ（ゴールデンタビータイガー）
- クイズRPG 魔法使いと黒猫のウィズ（マルガ）
- ECHO OF SOUL（ヴィルヘルミナ）
- モン娘☆は〜れむ（フロッティ、リンネ、フェリス、シェーナ）

2016年
- 放課後ガールズトライブ（蓮柊晶）

2018年
- TRINITY MASTER（モルフェ）
- 共闘ことばRPG コトダマン（2018年 - 2022年、リーフ、ンニコラ、サイノクワバラ、マーゲイ、デクアルテット）
- FAITH-フェイス（ミュー）

2019年
- ロボットガールズZ ONLINE（レイちゃん）

時期不明
- Dragon Nest R（フリー・ファルガー）

### ラジオドラマ
- 「花の慶次〜雲のかなたに〜」“琉球の章”（2013年）

### オーディオブック
- スマホを落としただけなのに 囚われの殺人鬼（2020年、安西優香）

### テレビ番組
- 恋のから騒ぎ（日本テレビ放送網：2006年、13期生）
- What's New?+Cute（札幌テレビ放送：2007年 - 2012年、3期メンバー）[5]
- Pチャンネル（札幌テレビ放送、ナビゲーター）
- タイプA（札幌テレビ放送、リポーター）
- 1×8いこうよ!（札幌テレビ放送：2009年 - 2010年、1×8ガールズ）[5]
- あげテン（2012年12月6日、東海テレビ）[19]
- PON!「いい声クイズ　脳に喝！」（日本テレビ放送網：2013年、出題者）[20] [11]
- コミュニてれび（BSスカパー：2013年、リポーター）[21] [11]
- NEWS WEB（NHK総合：2015年10月6日 - 2016年4月1日、つぶやきリーダー）
- news every.（日本テレビ放送網：2015年 - 2016年、リポーター）
- 吉本お笑いオーケストラ（2016年、テレビ朝日）ナレーション[22]
- ミュージックステーションウルトラFES 2017（2017年9月18日、テレビ朝日）マーゲイ[23]
- サイキ道（2018年 - 2020、テレビ朝日）リポーター[24]、ナレーション[25]
- 高専ロボコン2024（2024年11月10日、NHK総合 ）ナレーション[26]

### ラジオ
- 電磁マシマシ（CBCラジオ）
- 森羅万象フロンティアラジオキングダム（funラジオ、パーソナリティ）
- 糸曽賢志のファンタジーユニバ！（文化放送 超!A&G+）アシスタント[27] [11]

### インターネット
- ちあちあチアーズ☆（ニコニコ生放送）
- TERAの歩き方（2013年 -2014年 、ニコニコ生放送）MC[28]
- HangameLive（2014年、ニコニコ生放送）MC[29]
- アニメイトTV「アクロニア学院ECO部活動中！」（2014年）パーソナリティ[30]
- テラライブ（2014年 - 、ニコニコ生放送）MC[31] [11]
- TSUKUMO de つくる女（ニコニコ生放送）
- ハンゲームPresents（ニコニコ生放送）
- BRA★BRA FINAL FANTASY RADIO de BRAVO (YouTube)
- ぷよきねんテレビ2017（2017年2月23日）MC[32][33]
- けものフレンズげーむぎゃらりー（2017年 - 2019年、OPENREC.tv）[34]
- あにてれ情報局 Z
- ぷちエンジョイ部 ユーザー辞典（ニコニコ生放送）
- サクラ大戦 帝劇宣伝部通信（2019年 - 2020年、 YouTube）アシスタントMC[35]
- セガアトラスTV（2020年、 YouTube）MC[36]
- けものフレンズ 10周年記念特番！！（2024年10月4日、ニコニコ生放送）MC[37]

### 映画
- 天下一品40周年記念企画「メンゲキ！」（二品まるこ）[5]
- 口裂け女リターンズ（浅香沙希）

### ドラマ
- 検事・霞夕子2（フジテレビ：2011年9月2日、介護士）
- 12星座とラブる 第7話（TOKYO MX：2014年4月29日、山下まみ）

### TVCM
- 龍が如く5 夢、叶えし者（2012年12月、ミス龍が如く5 札幌篇）[38]
- アドヴァン（ショールームリニューアル編）

### 舞台
- 初等教育ロイヤル -再演-（2018年4月4日 - 6日、シアターサンモール） - ヒロイン・4年生 佐藤さん 役（ダブルキャスト）
- ダンガンロンパ3 THE STAGE2018〜The End of 希望ヶ峰学園〜（2018年7月20日 - 8月13日） - 安藤流流歌 役（ダブルキャスト）[39]
- 舞台「けものフレンズ」（2018年1月13日 - 21日、AiiA 2.5 Theater Tokyo） - マーゲイ / イワトビペンギン（代役）[注 1]
- 舞台「けものフレンズ」2～ゆきふるよるのけものたち～（2018年11月8日 - 18日、品川プリンスホテル クラブeX） - マーゲイ（PPPとマーゲイの回のみ）
- 初等教育ロイヤル -再再演-（2019年5月31日、全労済ホール／スペース・ゼロ） - ヒロイン・4年生 佐藤さん 役（ダブルキャスト）

### 朗読劇
- 朗読劇『グリムの森』（2012年11月15日 - 18日、 多目的スタジオ「プロモボックス！」）[40] [41]

### 司会
- ジャンプフェスタ2014 カプコンブース（2013年12月21日 - 22日、幕張メッセ国際展示場 ）MC[42]
- モンスターハンターフェスタ′13（2014年、 YouTube、ニコニコ生放送）司会[43] [11]
- ウルトラストリートファイターIV 2014　賞金制全国大会『一秋千撃杯』（2014年）MC[44]
- 東京ゲームショウ2014 ゲームの電撃ブース（2014年、幕張メッセ）総合司会[45]
- NIKE WOMEN TOKYO（2017年2月25日 、両国国技館）MC[46] [11]
- BRA★BRA FINAL FANTASY BRASSde BRAVO with Siena Wind Orchestra （2015～2019、一部公演において戸塚利絵が代行あり）MC
- シエナ・サックス＆ビーツ スペシャル・コンサート（2023年9月20日、池袋西口公園野外劇場「GLOBAL RING THEATRE」）司会[47]
- BRA★BRA FINAL FANTASY BRASS de BRAVO 2024 with Siena Wind Orchestra（2024年）MC[48] [49]
- Tokyo Music Evening Yube　シエナ・ビーツ スペシャル・コンサート（2025年3月5日、池袋西口公園野外劇場「GLOBAL RING THEATRE」）司会[50]

### その他コンテンツ
- 電撃オンライン『ブラウザ キングダムライジング』のブログ風体験レビュー （2013年7月）[51]
- 電撃オンライン「声優・山下まみの『ル・シエル・ブルー』日記」（2014年 - 2015年）週刊連載[52]
- ユニット『MiU』（2019年 - 、まみみ）[53] [54]
- 江戸前汽船 けものフレンズ屋形船（2025年2月22日）マーゲイ 役[55]

## ディスコグラフィ

### キャラクターソング
| 発売日         | 商品名                      | 歌 | 楽曲 | 備考                                     |
| -------------- | --------------------------- | --- | --- | ---------------------------------------- |
| 2014年6月25日  | 電磁マシマCD 2              | マシマシ娘5号（山下まみ） | 「Chase Dream」 | ラジオ『電磁マシマシ』エンディングテーマ |
| 2015年5月20日  | H-A-J-I-M-A-L-B-U-M-!       | 4U | 「ワタシ・愛・forU!!」 「Hello...my friend」                                                                                           | ゲーム『Tokyo 7th シスターズ』関連曲     |
| 2015年10月28日 | -Zero/TREAT OR TREAT?       | 4U | 「TREAT OR TREAT?」 | ゲーム『Tokyo 7th シスターズ』関連曲     |
| 2016年12月7日  | Winning Day/Lucky☆Lucky     | 4U | 「Lucky☆Lucky」 | ゲーム『Tokyo 7th シスターズ』関連曲     |
| 2017年11月29日 | The Present“4U”             | 4U | 「メロディーフラッグ」 「Crazy Girl's Beat」 「ROCKな☆アタシ」 「青空Emotion」 「パフェ・デ・ラブソング」 「プレゼント・フォー・ユー」 | ゲーム『Tokyo 7th シスターズ』関連曲     |
| 2017年12月13日 | Japari Café2                | マーゲイ（山下まみ） with PPP | 「THE WANTED CRIMINAL」 | テレビアニメ『けものフレンズ』関連曲     |
| 2017年12月13日 | Japari Café2                | どうぶつビスケッツ＋かばん（内田彩）×PPP / セリフ - コツメカワウソ（近藤玲奈）、アフリカオオコノハズク（三上枝織）、ワシミミズク（上原あかり）、マーゲイ（山下まみ）、ギンギツネ（相坂優歌）、キタキツネ（三森すずこ） | 「ドレミファロンド（フレンズ ver.）」                                                                                                  | テレビアニメ『けものフレンズ』関連曲     |
| 2018年4月25日  | ペパプ・イン・ザ・スカイ！  | PPP with マーゲイ（山下まみ） | 「ようこそジャパリパークへ」 | テレビアニメ『けものフレンズ』関連曲     |
| 2020年3月4日   | LOVE AND DEVIL/アイノシズク | 4U | 「LOVE AND DEVIL」 | ゲーム『Tokyo 7th シスターズ』関連曲     |
| 2022年7月12日  | Daze forU!!/Funny☆Clutch    | 4U | 「Daze forU!!」 「Funny☆Clutch」 | ゲーム『Tokyo 7th シスターズ』関連曲     |